# Coenochilus tonkinensis
Coenochilus tonkinensis är en skalbaggsart som beskrevs av Moser 1910. Coenochilus tonkinensis ingår i släktet Coenochilus och familjen Cetoniidae. Inga underarter finns listade i Catalogue of Life.